# Ines Uusmann
Ines Junéa Uusmann, född Johansson den 30 oktober 1948 i Rolfstorps församling i Hallands län, är en svensk politiker (socialdemokrat) och ämbetsman.

## Utbildning och karriär
Efter gymnasiet gick Uusmann en yrkesutbildning inom Posten, där hon också engagerade sig fackligt. Under 1980-talets första hälft rekryterades hon till tjänsten som pressombudsman på dåvarande Statsanställdas Förbund (SF), numera SEKO. Detta ledde in Uusmann på politikerbanan för Socialdemokraterna. Hon var kommunalråd i Täby kommun 1985–1990 och riksdagsledamot 1990–1998. 

### Kommunikationsminister
Efter den socialdemokratiska valsegern 1994 utnämndes Uusmann till statsråd och chef för kommunikationsdepartementet (kommunikationsminister) i regeringen Carlsson III. En av de allra första frågorna Uusmann fick hantera som ny kommunikationsminister var hanteringen av Estonia-katastrofen. Både under den perioden och efteråt fick Uusmann kritik för sina uttalanden och sitt agerande. Kritiken handlade i huvudsak om att hon saknade kompetens för att hantera såpass komplicerade frågor och att hon i praktiken var helt i händerna på experterna från Sjöfartsverket.
Hon kvarstod som kommunikationsminister till 1998 och ingick därmed inledningsvis i regeringen Persson. I rollen som kommunikationsminister ingick ett ansvar för IT-frågor. Bland de IT-områden hon lyfte fram som särskilt viktiga fanns utbildning och kompetenshöjande åtgärder. Ines Uusmann ville att alla skulle ha tillgång till IT, "oavsett ålder, kön, utbildning, ekonomisk status och bostadsort". Under hennes år som minister genomförde KK-stiftelsen en miljardsatsning på svensk skola. Stiftelsen startades av den borgerliga regeringen, men började jobba på allvar under den socialdemokratiska.
Uusmann var ordförande för den tredje IT-kommissionen som startades år 1996. Kommissionen fokuserade på hur användningen av informationsteknik kunde bidra till att öka tillväxt och sysselsättning, hur tillgängligheten till IT kunde öka, oberoende av bostadsort, kön, utbildning och ålder samt hur scenariot för framtiden kunde se ut, vilka IT-användningens konsekvenser kunde bli och vilka strategiska beslut som borde fattas. År 1998 tillsattes en ny IT-kommission, då Uusmann ansåg att den befintliga fokuserade för mycket på visioner och för lite på handling. Hon ledde även den fram till regeringsombildningen i oktober 1998 då näringsminister Björn Rosengren tog över.
Under Ines Uusmanns sista år som minister sjösattes även hem-PC-reformen, som innebar att en miljon människor fick sin första dator i hemmet. Uusmann var den som övertygade finansdepartementet om satsningen. Reformen innebar att mellan 1998 och slutet av 2001 levererades 850 000 persondatorer till de svenska hemmen. 71 procent av alla svenskar som tog del av reformen upplevde att de fick ökad digital kompetens av att ha en dator hemma. Uusmann har själv konstaterat att reformen betydde mycket för de breda lagren av Sveriges befolkning som inte hade någon akademisk utbildning.
Som kommunikationsminister var satsningen på bredband i hela landet, särskilt i glesbygd, av vikt för Uusmann. Hon har liknat det vid satsningen på järnväg var i slutet av 1800-talet.
Uusmann var med och beslutade om att låta toppdomänen .se övergå från Björn Eriksens privata ägo till Stiftelsen för internetinfrastruktur (nuvarande Internetstiftelsen).

#### "Internet är en fluga"
I en intervju i Svenska Dagbladet 1996 uttalade sig Uusmann (som då var kommunikationsminister och ansvarig för IT-frågor) om internet och nya elektroniska kommunikationsvägar. Hon har sedan ofta citerats i formen "Internet är /bara/ en fluga", detta var dock, enligt Uusmann själv, inte ord som hon yttrade. Reportrarna, Harry Amster och Calle Froste, har dock i flera debattartiklar hävdat att hon sade så. Hennes poäng var att det planlösa surfandet på internet skulle komma att upphöra och det finns inget citat där Uusmann nämner ordet "fluga" utan hon svarade på journalisternas fråga om hon tror att internet är en fluga.
I en intervju i februari 2016 medger hon att hon underskattade internets potential och säger att formuleringen var tillspetsad men inte helt orimlig i förhållande till vad hon hade sagt. "Det har blivit en vandringssägen" kommenterar Uusmann men tillägger: "Mina kollegor var så upprörda för att det var felciterat, men det var ju inte så." Uusmanns ursprungliga resonemang återfinns i följande citat som kom efter den ledande frågan "Vad tror du? Kan det vara en fluga?": "Kanske. Jag vågar inte ha någon alldeles bestämd uppfattning men jag tror inte att folk i längden kommer att vilja ägna så mycket tid, som det faktiskt tar, åt att surfa på nätet. [...] Att sitta och surfa på nätet tar en himla massa tid. Vad är det bra för? [...] Det kanske är så att det är något som vuxit upp nu. Alla pratar om internet men kanske är det övergående och sedan blir inriktningen mer specificerad."

### Uppdrag efter partipolitiken
Ines Uusmann var generaldirektör för Boverket 1999–2008. Uusmann var också ordförande för 2000-delegationen, som verkade för att millenniebuggen inte skulle orsaka problem när 2000-talet inleddes. Hon har även varit styrelseordförande för OK Ekonomisk förening från 2003 till 2017. Andra styrelseuppdrag som Uusmann haft är för biståndsorganisationen Vi-skogen och Handikappförbundet. 2014 blev hon ordförande för Vi-skogen. Fram till 2017 var hon vice ordförande för Funktionsrätt Sverige.

## Familj
Ines Uusmann är gift med Jan Andersson, även han socialdemokratisk politiker, och dotter till Thure G. Johansson.